# Bodri
Bodri är en ort i Indien.   Den ligger i distriktet Shahdol och delstaten Madhya Pradesh, i den centrala delen av landet, 700 km sydost om huvudstaden New Delhi. Bodri ligger 503 meter över havet och antalet invånare är 14 491.
Terrängen runt Bodri är huvudsakligen platt, men västerut är den kuperad. Runt Bodri är det ganska tätbefolkat, med 192 invånare per kvadratkilometer. Närmaste större samhälle är Shahdol, 16,0 km nordväst om Bodri. I omgivningarna runt Bodri växer huvudsakligen savannskog.